# Keep Moving
Keep Moving är det brittiska ska/popbandet Madness femte album, släppt i januari 1984. Det var deras sista album som gavs ut av Stiff Records. Det var också det sista album som bandets pianist och flitigaste låtskrivare Michael Barson skrev material och medverkade på, innan han hoppade av och bosatte sig med sin familj i Nederländerna.
På Keep Moving är skainfluenserna helt borta; Madness hade nu blivit ett renodlat popband. 
Från Keep Moving släpptes singlarna "Michael Caine" och "One Better Day". "Victoria Gardens" var också tänkt att släppas som singel, men när Madness lämnade Stiff stoppades de planerna.
Albumet låg 19 veckor på UK Albums Chart och nådde som bäst en sjätteplacering. I Sverige nådde det en tjugonionde (29) placering, och stannade på listan i tre veckor.

## Låtlista
Sida 1
1. "Keep Moving" (Chas Smash, Christopher Foreman, Graham McPherson) – 3:33
2. "Michael Caine" (Chas Smash, Daniel Woodgate) – 3:39
3. "Turning Blue" (Christopher Foreman, Graham McPherson) – 3:06
4. "One Better Day" (Mark Bedford, Graham McPherson) – 4:06
5. "March Of The Gherkins" (Lee Thompson, Michael Barson) – 3:30
6. "Waltz Into Mischief" (Carl Smyth, Graham McPherson) – 3:36

Sida 2
1. "Brand New Beat" (Lee Thompson, Michael Barson) – 3:17
2. "Victoria Gardens" (Carl Smyth, Michael Barson) – 4:32
3. "Samantha" (Lee Thompson, Michael Barson) – 3:14
4. "Time For Tea" (Christopher Foreman, Lee Thompson) – 3:08
5. "Prospects" (Carl Smyth, Graham McPherson) – 4:15
6. "Give Me A Reason" (Lee Thompson) – 3:26

## Medverkande
Madness
- Graham McPherson ("Suggs") – sång
- Mike Barson ("Monsieur Barso") – keyboard, munspel
- Chris Foreman ("Chrissy Boy") – gitarr
- Mark Bedford ("Bedders") – basgitarr
- Lee Thompson ("Kix" / "El Thommo") – saxofon
- Dan Woodgate ("Woody") – trummor
- Cathal Smyth ("Chas Smash") – trumpet, sång, (ledsång på "Michael Caine" och "Victoria Gardens")

Bidragande musiker
- Dave Wakeling – sång på "Victoria Gardens"
- Ranking Roger – sång på "Victoria Gardens"
- Afrodiziak – bakgrundssång
- Luís Jardim – percussion
- The TKO Horns: Dave Plews (trumpet), Alan Whetton (saxofon), Jim Patterson (trombon) och Brian Maurice (altsaxofon)